# 馬尼利夫卡 (赫梅利尼茨基區)
49°34′11″N 26°48′19″E / 49.56972°N 26.80528°E
馬尼利夫卡（烏克蘭語：Манилівка）是位於烏克蘭西部的村莊，由赫梅利尼茨基州裡赫梅利尼茨基區的黑奧斯特里夫市鎮負責管轄。該村始建於1638年，面積1.27平方公里，海拔高度301米，2001年人口247，人口密度每平方公里195.1人。